# Lascoria paulensis
Lascoria paulensis là một loài bướm đêm trong họ Noctuidae.